# Godzilla!
Godzilla! è un singolo del duo inglese voce-batteria The Creatures, pubblicato nel 2003 dalla Reverb Music come unico estratto dall'album Hái!.

## Il disco
Il disco è stato composto e prodotto dalla cantante Siouxsie Sioux e dal batterista Budgie.
Il singolo è uscito in tre CD separati. Il CD 1 comprende "Godzilla!' (Radio Edit)" e due B-side, "The Temple of Dawn " e "Attack of the Supervixens." Il CD 2 è un Video CD e include il video di "Godzilla!" e la versione strumentale. Il CD 3 comprende "Godzilla! (Budgie's Tokyo Fist Mix) ", "Godzilla! (Strumentale)" e "Godzilla! (Tokyo Session)."
"Godzilla!" è entrato nella classifica britannica nell'ottobre 2003 al n° 53.

## Tracce
Testi di Sioux, musiche dei Creatures.

### CD 1
1. Godzilla! (Radio Edit) - 3:36
2. The Temple of Dawn – 3:29
3. Attack of the Super Vixens - 5:14

### CD 2 (Video CD)
1. Godzilla!
2. Godzilla! Instrumental

### CD 3
1. Godzilla! (Budgie's Tokyo Fist Mix) - 6:49
2. Godzilla! (Instrumental) - 3:57
3. Godzilla! (Tokyo Session) - 8:33

## Formazione
- Sioux - voce
- Budgie - batteria, marimba, pianoforte, yueqin, percussioni

Altri musicisti
- Leonard Eto - taiko